# Давид (Тикарадзе)
Архиепи́скоп Дави́д (груз. მთავარეპისკოპოსი დავითი, в миру Гео́ргий Гура́мович Тикара́дзе, груз. გიორგი გურამის ძე ტიკარაძე; 1 мая 1963, Ланчхути, Грузия) — епископ Грузинской православной церкви, титулярный архиепископ Адишский.

## Биография
В 1969—1980 годах учился в средней школе деревне Супса, в 1982—1989 годах — на факультете дорожного движения Грузинского политехнического института. В 1983—1985 годах служил в рядах Советской Армии. После окончания высшего образования вернулся в село Супса, где проработал до 1994 года.
В 1994 году Георгий Тикарадзе поступил в архиерейскую резиденцию Батумско-Шекаднинской епархии в качества послушника. 18 декабря 1995 года епископ Батумский и Схалтийский Иов (Акиашвили) постриг Георгия в монашество и с наречием имени Давид. 14 января 1996 года тем же архиереем рукоположен во диакона. 6 мая того же года рукоположен во иеромонаха и был назначен настоятелем монастыря во имя преподобного святого Иова в Батуми.
С 20 января 1997 года служил в Иоанно-Предтеченском соборе города Хашури, а 22 мая того же года был назначен настоятелем собора Благовещения Пресвятой Богородицы в Карели. 17 мая 1997 года Католикос-Патриарх всея Грузии Илия II даровал иеромонаху Давилу сан игумена и право ношения золотого креста.
8 октября 1998 года избран епископом Цагерским и Сванетским. 14 октября 1998 года в Светицховели Католикос-Патриарх всея Грузии Илия II в сослужении грузинских иерархов рукоположил игумена Давида во епископа в Патриаршем соборе Светицховли.
17 октября 2002 года был переведён на Бодбийскую кафедру.
23 апреля 2013 года был по собственному прошению по состоянию здоровья почислен на покой.
11 октября 2013 года был назначен членом комиссии по поиску и защите святынь Грузинской Патриархии, в сане титулярного архиепископа Адишского.